# Mathieu Hanotin
Mathieu Hanotin, né le 22 août 1978 à Compiègne (Oise), est un homme politique français.
Membre du Parti socialiste, il est député de la 2e circonscription de la Seine-Saint-Denis de 2012 à 2017, et conseiller départemental de ce même département de 2015 à 2021.
À l'issue des élections municipales de 2020, il est élu maire de Saint-Denis et président de l'établissement public territorial Plaine Commune.

## Biographie
Il commence le militantisme au syndicat étudiant UNEF alors qu'il suit des études de droit et d’histoire à l’université de Strasbourg, puis à l'université Paris-1 Panthéon-Sorbonne. Il adhère au Parti socialiste en 1996. Il devient ensuite cadre à la mairie de Paris aux côtés du maire-adjoint chargé des sports Pascal Cherki.

## Mandat au département
Il s'installe en Seine-Saint-Denis vers 2005. Il se présente et est élu en mars 2008 conseiller général du canton de Saint-Denis-Sud, face au sortant communiste Ronan Kerrest, dont le canton était réputé imprenable. Nouveau président du conseil général de la Seine-Saint-Denis, Claude Bartolone charge le benjamin du conseil de conduire la priorité du département, en tant que vice-président chargé de l'Éducation, de la citoyenneté et de la lutte contre les discriminations. En 2011, sa vice-présidence s'étend à l'éducation et de la jeunesse. Le département vote en 2010 un plan exceptionnel d’investissement de 703 millions d'euros pour la construction ou reconstruction de 21 collèges, dont 380 millions en maîtrise d’ouvrage directe  et 323 millions en contrat de partenariat,.
Candidat aux élections départementales de 2015 en binôme avec Nadège Grosbois, il devance au premier tour le duo formé des deux conseillers généraux sortants Front de gauche de Saint-Denis Bally Bagayoko et Florence Haye, ticket sur lequel le président de Plaine commune Patrick Braouezec était suppléant, puis reste seul en lice pour le second à la faveur d'un accord départemental de désistement des candidats de gauche pour le mieux placé. Conseiller départemental chargé du sport et des grands événements, il fait adopter en novembre 2016 un programme d'investissement sur les piscines, prévoyant notamment un nouvel équipement à Pierrefitte-sur-Seine, et est responsable du projet départemental pour la candidature française pour Jeux olympiques de 2024, qui inclut notamment la construction d'une piscine olympique près du Stade de France et la reconstruction de la piscine de Marville.
Accusé de ne pas avoir soutenu la candidature de la liste menée par Gilbert Roger aux sénatoriales, la fédération vote en octobre 2017 une motion lui demandant de se démettre de la présidence du groupe des élus socialistes au conseil départemental. Il en démissionne en novembre, affirmant que sa délégation au sport et à l’organisation des grands événements comme les Jeux olympiques d'été de 2024 le mobilise beaucoup.

## Mandat de député
Après avoir soutenu Martine Aubry lors de la primaire de 2011, il soutient la campagne présidentielle victorieuse de François Hollande. Candidat aux élections législatives de juin 2012, il est élu député de la Seine-Saint-Denis dans la 2e circonscription (Saint-Denis, Pierrefitte-sur-Seine, Villetaneuse) en devançant le candidat du Front de Gauche et député sortant Patrick Braouezec, qui se maintient au second tour malgré un accord départemental de désistement réciproque entre Socialistes et Communistes. Son élection est marquée par le chahut de partisans du candidat sortant dans la salle des réceptions de Saint-Denis à l'annonce des résultats.
Membre de la Commission des Affaires culturelles et de l'Éducation, il s'engage sur différents sujets en lien avec les préoccupations des habitants de banlieue : l'éducation et le logement. Dans le cadre du projet de loi ALUR de Cécile Duflot, il fait adopter plusieurs amendements pour lutter contre le logement insalubre. Le décret d'application de la mesure prévoyant de définir où les maires peuvent exiger un « permis de louer » est pris en décembre 2016. Il fait amender le projet de loi de refondation de l'école sur l'éducation prioritaire et sur la transition entre l'école primaire et le collège. Il appuie le centre hospitalier de Saint-Denis afin qu'il soit le siège du groupement hospitalier de territoire l'unissant à l'hôpital de Gonesse et soutient financièrement la création de la Maison des femmes de l'hôpital Delafontaine ouverte en 2016.
Rappelant un des engagements de campagne de François Hollande sur l'amélioration des rapports entre la police et la population, il dépose en 2016 un amendement visant à la remise d'un récépissé lors des contrôles d'identité. Destiné à lutter contre les contrôles au faciès, il est cependant rejeté quelques mois avant que l’État ne soit condamné pour ce motif, en novembre 2016, par la Cour de cassation.
Dans le cadre de l'examen du projet de loi pour une République numérique, il fait adopter en janvier 2016 un amendement pour garantir le droit au maintien à une connexion internet pour les ménages en difficultés, dont l’expérimentation débute dans deux départements en janvier 2017,.
Membre du courant de gauche Un monde d'avance fondé par Benoît Hamon, il s'abstient le 15 octobre 2013 sur la réforme des retraites présentée par le gouvernement Ayrault, se déclarant avec plusieurs autres élus de l'aile gauche du parti « très réservés sur l'allongement de la durée de cotisation », Après les annonces budgétaires de Manuel Valls en avril 2014, il cosigne avec notamment Christian Paul un courrier dans lequel il explique le plan d'économies du gouvernement ne saurait dépasser 35 milliards au lieu des 50 prévus. Avec 40 autres députés socialistes, il s'abstient sur le vote du 29 avril 2014 suivant la déclaration du Gouvernement sur le projet de programme de stabilité pour 2014-2017, premier acte des députés frondeurs. Il s'oppose au projet présidentiel d'inscrire la déchéance de nationalité dans la Constitution. Faisant partie des parlementaires de gauche qui rappellent à l'automne 2012 au président François Hollande son engagement sur la mise en place du droit de vote des étrangers aux élections locales, il est cosignataire d'un amendement — rejeté en séance — qui l'aurait légalisé dans le projet de réforme constitutionnelle de 2016,.
Il est le directeur de campagne de Benoît Hamon, candidat à la primaire citoyenne organisée en vue de l'élection présidentielle de 2017. Lors du rassemblement de lancement de sa candidature organisé à Saint-Denis, Mathieu Hanotin considère que « la gauche n’a pas été au rendez-vous de ce quinquennat et [que] François Hollande n’a pas mené le combat pour appliquer ses engagements [alors que] Manuel Valls soutient des maires autoritaro-identitaires » faisant référence aux arrêtés anti-burkini. Avant le premier tour, alors que Benoit Hamon s'est hissé parmi les favoris après avoir été initialement vu comme un outsider, il se félicite d'avoir réussi à polariser le débat autour des questions sociales et du travail : « Cet été, certains pensaient que les débats de la primaire allaient se réduire aux questions identitaires alors que non. On a réussi à imposer les sujets ». De fait, Benoit Hamon vire en tête du premier tour de la primaire avec 36 % des voix. Après la primaire, il devient codirecteur de la campagne présidentielle avec le député Jean-Marc Germain, mais Benoit Hamon n'obtient que 6,35 % de voix et n'est pas qualifié pour le second tour de la présidentielle. À l'automne, il publie dans Libération un feuilleton en 20 épisodes sur la campagne présidentielle.
Il s'associe au projet de lancement au début de l'été 2017 du mouvement Dès demain, révélé le 10 mai par Anne Hidalgo, Martine Aubry et Christiane Taubira, où l'on retrouve aussi bien Luc Carvounas que les écologistes Karima Delli et Christophe Najdovski. Il annonce dès le 10 mai 2017 qu'il « ne votera[it] pas la confiance » au futur Premier ministre nommé par Emmanuel Macron, mais il manque de peu la qualification pour le second tour et n'est donc pas réélu. Il apporte son soutien au lancement du mouvement de Benoît Hamon  Génération.s mais reste membre du PS.
Candidat à sa réélection aux élections législatives de 2017 dans sa deuxième circonscription de la Seine-Saint-Denis, il récolte 19,2 % des suffrages exprimés, un résultat insuffisant pour lui permettre d'accéder au second tour. Il cède ainsi son siège au communiste Stéphane Peu, élu au second tour face à la candidate LREM.

## Mandats municipaux et intercommunaux
En août 2013, il se déclare candidat à la mairie de Saint-Denis en vue des élections municipales de 2014,,. Il obtient 34,3 % au premier tour, contre 40,2 % pour le maire communiste sortant, Didier Paillard. Face à ce dernier, il est battu au second tour en obtenant 49,50 % des voix. Le mois suivant, il choisit de conserver son mandat de conseiller général et de démissionner de celui de conseiller municipal pour laisser sa place au suivant de sa liste.
Alors que la ville de Saint-Denis édite depuis février 2016 un journal évaluant le respect de ses engagements électoraux, les socialistes distribuent peu après à la population un questionnaire pour évaluer le bilan de la municipalité.
En mai 2018, il lance publiquement la démarche Notre Saint-Denis en vue des élections municipales de 2020. Lors du premier tour, le 15 mars 2020, il obtient 35,3 % des suffrages. Le maire sortant communiste Laurent Russier est deuxième avec 24 % des voix. Mathieu Hanotin remporte le second tour du 28 juin avec 59 % des voix. Il est élu maire le 4 juillet, devenant le premier maire dionysien issu du Parti socialiste après plus de soixante-dix ans de victoires communistes.
Parmi ses premières mesures prises à l'automne 2020 figurent plusieurs dans le domaine de la sécurité publique : renforcement des effectifs de la police municipale et son armement, création d'un centre de supervision urbaine et armement des agents, rénovation de l'ancien commissariat pour y relocaliser la police municipale, abandonnant l'idée d'utiliser le site pour y implanter un conservatoire de musique. Il fait de la lutte contre l’habitat indigne une autre priorité de son mandat en renforçant les inspecteurs d'hygiène et en favorisant les travaux d’office,.
Sa volonté de réformer les conditions de travail des agents municipaux est contestée par la majorité des syndicats et provoque un conflit social de plusieurs semaines,,.
Au terme des élections municipales de 2020, il est également élu président de l'établissement public territorial Plaine Commune,. En septembre 2020, pour défendre le choix d'une régie publique au sein du SEDIF, il fait adhérer les villes de Plaine Commune au Syndicat des eaux d'Île-de-France, dont six villes avaient mis la décision en attente.
Depuis son élection en 2020, Hanotin a fortement investi dans la vidéosurveillance, augmentant le nombre de caméras de la ville à 450 pour un coût total de 6,7 millions d’euros. En 2024, Hanotin met en place un système de vidéosurveillance algorithmique utilisant l'intelligence artificielle pour analyser les comportements dans l’espace public. Ce projet est annoncé sans consultation préalable des habitants ni délibération publique. Le logiciel choisi permet de surveiller en temps réel et d’analyser divers comportements via des filtres biométriques, bien que leur usage soit limité par la législation française,.

## Synthèse des fonctions et mandats

### En cours
- Maire de Saint-Denis depuis juillet 2020 ;
- Président du conseil de territoire de l'établissement public territorial Plaine Commune depuis juillet 2020.

### Anciens mandats
- Conseiller métropolitain de la métropole du Grand Paris depuis juillet 2020- 2021 ;
- Conseiller général du canton de Saint-Denis-Sud et vice-président du conseil général de mars 2008 à décembre 2015 ;
- Député de la deuxième circonscription du 18 juin 2012 au 18 juin 2017 ;
- Conseiller départemental du canton de Saint-Denis-1, conseiller départemental délégué aux sports et aux grands événements de décembre 2015 à juillet 2021.

## Ouvrage
- Et si la banlieue : Saint-Denis demain, La Tour-d'Aigues, L'Aube, coll. « L'Aube poche : essai : avant-propos », 2013, 88 p. (ISBN 978-2-8159-0966-2, BNF 43728732)

## Décorations
- Chevalier de l'ordre national du Mérite , le 26 mai 2021[73]
- Chevalier de la Légion d'honneur, le 29 janvier 2025[74].